# Cabezarrubias del Puerto
Cabezarrubias del Puerto è un comune spagnolo di 521 abitanti situato nella comunità autonoma di Castiglia-La Mancia.